# Croton speciosus
Espèce
Croton speciosus est une espèce de plantes à fleurs du genre Croton et de la famille des Euphorbiaceae, présente en Amérique centrale, en Colombie et au Venezuela.
Il a pour synonymes :
- Croton speciosus subsp. tacarcunensis, G.L.Webster, 1988
- Oxydectes speciosa, (Müll.Arg.) Kuntze